# 然巴·央金卓嘎
然巴·央金卓嘎（藏語：རམ་པ་ཐུབ་དབྱངས་ཅན་སྒྲོལ་དཀར་，威利转写：ram pa dbyangs can sgrol dkar，1938年—）女，西藏拉萨人，西藏自治区政协专职常委，然巴·土登贡钦之女。

## 生平
央金卓嘎生于原西藏贵族然巴家族中。其父然巴·土登贡钦曾任西藏噶厦噶伦。
1953年7月，进藏独立支队宣传部（1956年改为中共西藏工委宣传部）在征得西藏噶厦同意后，筹建拉萨有线广播站。1953年10月1日，西藏首座有线广播站——拉萨有线广播站正式开始播音，呼号是“拉萨有线广播站”。该广播站还带有统一战线的性质，一些来自西藏贵族家的青年，如西藏噶厦首席噶伦然巴家的小姐然巴·央金卓嘎，噶伦阿沛·阿旺晋美的女儿阿沛·白玛，大贵族擦绒·达桑占堆之女擦绒·顿珠卓玛等，都参加了广播站的工作。
1957年，央金卓嘎打破了西藏贵族妇女的传统，开始在学校教授藏文。直到1986年，她一直是一名人民教师，自食其力。此后，她相继成为西藏自治区妇联副主席、西藏自治区政协常委。
1988年9月，当选全国妇联第六届执委会委员。
2003年1月，她当选为西藏自治区政协常委。2008年1月20日，西藏自治区政协九届一次会议上，她连任西藏自治区政协常委。2013年1月27日，西藏自治区政协十届一次会议通过了西藏自治区政协十届委员会主席副主席秘书长常务委员名单，她继续当选第十届西藏自治区政协常委。